# Antonella Bucci
Antonella Bucci, pseudonimo di Antonietta Buccigrossi (Hausham, 3 marzo 1971), è una cantante italiana.

## Biografia
Vince il Festival di Castrocaro nel 1988 con il brano C'è un motivo in più, e l'affermazione le procura un contratto discografico con la DDD - La Drogueria di Drugolo.
Due anni dopo, incide con Eros Ramazzotti Amarti è l'immenso per me. Il duetto era destinato inizialmente alla cantante statunitense Whitney Houston. Il brano viene tradotto anche in lingua spagnola e diventa una hit mondiale.
Nel 1993 partecipa al Festival di Sanremo con il brano Il mare delle nuvole (musica di Ramazzotti), che non accede alla finale. Il brano dà il titolo all'album d'esordio dell'artista.
Nella stagione televisiva 1995-1996 è una dei sei animatori musicali di Domenica in. Passa poi alla Dig-It, per la quale nel 1996 incide il secondo album omonimo. Nel 1998 duetta con Loredana Bertè e Mara Venier in Si può dare di più, canzone inserita in Innamorandi, album tributo a Gianni Morandi. 
Nel 2000 debutta a teatro con l'opera teatrale Eppy, l'uomo che ha costruito il mito dei Beatles. Nel 2003 partecipa a varie tappe dei concerti degli O.R.O. Nel 2003 è in tour con  Eros Ramazzotti, cantando per l'occasione la versione in italiano e spagnolo di Amarti è l'immenso per me.
Nel 2007 esce l'album Reloaded dei Control Zeta, gruppo che ha in repertorio alcuni brani di Mina rivisitati in versione più ritmica. Il disco è stato registrato allo Studio Vinile.
Nel 2010 esce il singolo Adesso 6. Durante gli Campionati europei di atletica leggera presenta Ahora Tu, versione spagnola del brano. Nello stesso anno viene pubblicato l'album Totalmente Bucci.
Dopo anni di assenza, ritorna in tv nel 2025 partecipando come concorrente, guidata dal coach Raf, alla terza edizione di Ora o mai più, condotta da Marco Liorni su Rai 1.

## Discografia parziale

### Album in studio
- 1993 - Il mare delle nuvole
- 1996 - Antonella Bucci
- 2007 - Reloaded (con i Ctrl-Z)
- 2010 - Totalmente Bucci

### EP
- 2010 - EP Christmas
- 2019 - Happy Xmas

### Singoli
- 1990 - Amarti è l'immenso per me
- 1992 - Le ragazze crescono/Il gigante
- 1993 - Il mare delle nuvole
- 1996 - Un amore +/Due al mare
- 2010 - Adesso 6
- 2019 - Feliz Navidad
- 2019 - The Game of Life
- 2020 - L'estate vuole noi

## Televisione
- Domenica In (Rai 1, 1995-1996) Co-conduttrice
- Ora o mai più (Rai 1, 2025) Concorrente